# أنابيب الألومنيوم العراقية

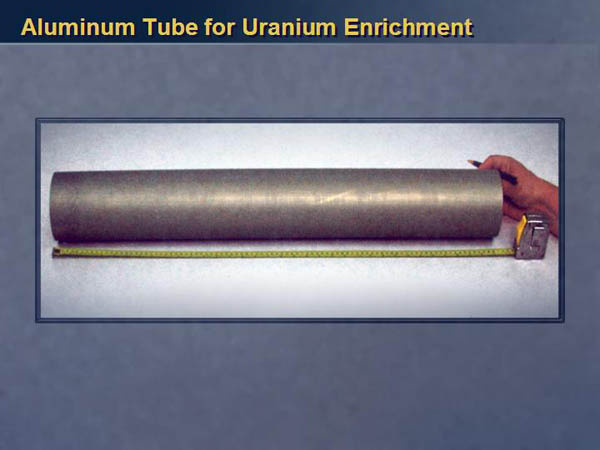

اعتُرضت أنابيب الألومنيوم التي اشترتها الدولة العراقية في الأردن عام 2001. في أيلول من عام 2002، اُستشهد بها كأدلة من البيت الأبيض على أن العراق كانت تتابع العمل على قنبلة ذرية. قبل غزو العراق عام 2003، شكك الكثيرون في صحة هذا الادعاء. بعد الغزو، عزمت مجموعة البحث العراقية على القول بأن أفضل تفسير لاستخدام الأنابيب كان لإنتاج صواريخ 81 ميلليمتر التقليدية، ولم يُعثر على أي دليل لوجود برنامج لتصميم وتطوير جهاز طرد مركزي دوار لليورانيوم من الألومنيوم 81 ملليمتر.

## التوصية والشحنة
في عام 2000 طلبت العراق، عن طريق شركة أردنية، 60.000 من أنابيب الألومنيوم شديد المتانة المصنوعة من نوع 7075-T6  بقطر خارجي يبلغ 81 ميلليمتر، وقطر داخلي يبلغ 74.4 ميلليمتر، وثخانة محيطة تبلغ 3.3 ميلليمتر، وطول يبلغ 900 ميلليمتر، كي تُصنع في الصين. هذه الأنابيب كانت تصنف كمواد تحت السيطرة من قِبل الأمم المتحدة، ولم يمكن يُسمح للعراق باستيرادها.
أُبرم عقد التوصية مع شركة أسترالية تدعى إنترناشيوال ألومنيوم سبلاي، والتي كانت مرتبطة بفرع للشركة الصينية التي ستقوم بعملية التصنيع يدعى كام كيو بروبرتي ليمتد، وبسبب قلقه من أن الأنابيب لربما تكون مرتبطة بجهود العراق لإعادة برنامج أسلحتها النووية، اتصل غاري كوردكس، مدير الشركة، بجهاز الاستخبارات السرية الأسترالي، وأعلم جهاز الاستخبارات السرية الأسترالي بدوره أجهزة الاستخبارات الأمريكية.
طلب جهاز الاستخبارات السرية الأسترالي من كوركادس الحصول على نموذج من الأنابيب للفحص، وقد حصل كوركادس على واحد وسلمه إلى جهاز الاستخبارات.
في 23 أيار عام 2003، غادرت حاوية محملة بنحو 3.000 أنبوب ألومنيوم المصنع في جنوب الصين، وتم ترحيلها على متن على متن بارجة إلى هونج كونج. كانت وكالة الاستخبارات المركزية (سي آي ايه) تراقب تقدم البارجة حالها حال وكالة الاستخبارات السرية الأسترالية. في تموز 2001، ضُبطت الأنابيب من قِبل الشرطة السرية الأردنية ووكالة الاستخبارات المركزية، وذلك بالاستناد إلى قول وكالة الاستخبارات المركزية لاحقاً ذلك العام.
بقيت العراق تحاول الحصول على أنابيب ألومنيوم من ذات النوع في أواخر عام 2002، وفي بداية 2003 عن طريق المفاوضات مع شركة سورية، والتي ظلت جارية حين بدأ غزو العراق عام 2003.

## المطالبات المقدمة إلى الحكومات الأخرى
في أواخر عام 2001، ذهبت مجموعة صغيرة من عملاء وكالة الاستخبارات المركزية إلى كندا، بريطانيا وأستراليا لتقديم معلومات إلى وكالات الاستخبارات والسياسيين في تلك البلدان. قال عملاء وكالة الاستخبارات المركزية أن الأنابيب كانت مُعدّة كي تصبح الدوارات في أجهزة الطرد المركزي للغاز في سبيل إنتاج اليورانيوم المخصب لصناعة أسلحة نووية. اعترفوا أيضاً بوجود استخدام محتمل آخر للأنابيب كأغلفة لصواريخ سلاح المدفعية، لكنهم ادعوا أيضاً أن المواصفات التي سعى إليها العراق كانت أكبر بكثير مما تحتاجه الصواريخ.

## مطالبات أيلول 2002
في 8 أيلول 2002، نشر كل من مايكل جوردون وجوديث ميلر قصة إخبارية في صحيفة نيويورك تايمز تقول أن صدام حسين يكثف البحث عن <<قطع غيار القنابل>>، وجاء فيها:
خلال الأشهر الأربعة عشر الماضية، سعى العراق إلى شراء آلاف من أنابيب الألومنيوم المصممة بشكل خاص، والتي يعتقد المسؤولون الأمريكيون أنها كانت مخصصة لمكونات أجهزة الطرد المركزي لتخصيب اليورانيوم. وقال المسؤولون الأمريكيون أن العديد من محاولات لتنظيم وشحن أنابيب الألومنيوم قد حُظرت واُعترضت، لكنهم رفضوا قول ذلك، مشيرين إلى حساسية المعلومات الاستخباراتية. وقال مسؤولون أن القطر والسماكة ومواصفات أخرى متعلقة بأنابيب الألومنيوم أقنعت خبراء الاستخبارات الأمريكية أنها كانت مخصصة للبرنامج النووي العراقي، وأن آخر محاولة لشحن المواد وقعت في الأشهر الأخيرة. محاولات الشراء هي ليست العلامات الوحيدة لتحديد الاهتمام العراقي بالحصول على أسلحة نووية. التقى الرئيس حسين مراراً في الأشهر الأخيرة علماء الطاقة النووية في العراق، وقد أشاد بجهودهم كجزء من حملته ضد الغرب...

## تقديرات الاستخبارات الأمريكية الداخلية

### وكالة الاستخبارات المركزية
في تموز 2002، مع استعجال الغزو على العراق عام 2003، بعثت وكالة الاستخبارات المركزية تقارير إلى الكونغرس تقول فيها أن <<الجهود التي يبذلها العراق للحصول على عشرات الآلاف من أنابيب الالمنيوم المحظورة شديدة المتانة تشكل مصدر قلق حقيقي. كل خبراء الاستخبارات أجمعوا أن العراق يسعى لصناعة أسلحة نووية وأن هذه الأنابيب بالإمكان استخدامها في برنامج تخصيب أجهزة الطرد المركزي. معظم مختصي الاستخبارات يخمنون أنه الاستخدام المقصود، لكن البعض يؤمنون أن الغرض من هذه الأنابيب هي برامج صواريخ تقليدية.
في تموز 2003، بعد مسيرة غزو العراق، بعثت وكالة الاستخبارات المركزية بتقرير إلى الكونغرس جاء فيه ما يلي: <<لم نصل بعدُ إلى النقطة التي يمكننا فيها استخلاص استنتاجات شاملة أو نهائية حول حجم برنامج أسلحة الدمار الشامل العراقي.>> وقد كررت لهجتها هذه في تقريرها الذي قدمته في كانون الثاني عام 2004.

### وزارة الطاقة
في أيلول 2006، كشفت هيثر ويلسون، عضو لجنة الاستخبارات في مجلس الشيوخ، أنها علمت، في عام 2002، أن وزارة الطاقة متنازعة فيما إذا كانت تلك الأنابيب بالإمكان استخدامها في أجهزة الطرد المركزي اللازمة لتخصيب اليورانيوم في سبيل إنتاج وقود القنابل. قالت ويلسون أنها استجوبت أعضاء وكالة الاستخبارات المركزية عن أنابيب الألومنيوم في تقارير مختصرة سرية لأعضاء الكونغرس، وذلك قبل التصويت في 11 تشرين الأول 2002 في الكونغرس للسماح باستخدام القوة ضد العراق. أخبرت ويلسون صحيفة ذا ألبيكويركيو ترابونيو أنها لم تكشف شكوك وزارة الطاقة قبل تصويت الكونغرس بسبب أن المعلومات كان من المحظور على الجمهور الاطلاع عليها.

### تقديرات الاستخبارات الوطنية في تشرين الأول 2002
في مطلع تشرين الأول من عام 2002،  أُعطي الرئيس بوش تقريرا ملخصا من ورقة واحدة من مستندات تقديرات الاستخبارات الوطنية في القضية فيما إذا كان امتلاك صدام لأنابيب ألومنيوم شديدة المتانة كان بغرض تطوير سلاح نووي (رُفعت السرية عن مستندات تقديرات الاستخبارات الوطنية في 18 تموز 2003، وقُدمت في مؤتمر صحفي للبيت الأبيض عن أسلحة الدمار الشاملة في العراق.) وذكر التقرير أن وزارة الطاقة ومكتب الاستخبارات والبحوث بوزارة الخارجية يعتقدان أن الأنابيب مخصصة للأسلحة التقليدية ، بينما تعتقد وكالات استخبارات أخرى، من ضمنها وكالة الاستخبارات المركزية، أن الأنابيب كانت مخصصة للتخصيب النووي.

### تقديرات الاستخبارات الفرنسية
في 4 حزيران عام 2003، جاء في مقالة من صحيفة ذا فاينشال تايمز ما يلي: ضبطت الاستخبارات الفرنسية شحنة مستقلة من الانابيب المتجهة إلى الولايات المتحدة، واختبرت احتمالاتها عن طريق تدويرها 98.000 دورة في الدقيقة، وخلصت إلى أنها كانت متطورة جداً بحيث لا يكون لها استخدامات بديلة. ذكرت صحيفة ذا تايمز أيضاً أن وزير الخارجية كولن باول مُنع من الحصول على إذن من السلطات الفرنسية باستخدام هذه المعلومات في خطابه الذي ألقاه أمام مجلس الأمن الدولي في نوفمبر 2003.

### خطاب الرئيس بوش عن حالة الاتحاد
في 28 كانون الثاني 2003، نصّ خطاب الاتحاد للرئيس بوش على ما يلي: علمت الحكومة البريطانية أن صدام حسين سعى مؤخراً إلى الحصول على كميات كبيرة من اليورانيوم أفريقيا. مصادرنا الاستخبارية أخبرتنا أنه حاول شراء أنابيب ألومنيوم شديدة المتانة وملائمة من أجل أسلحة نووية.

### مخاوف صيف 2003
أعلن ستيفن هادلي، نائب مستشار الأمن القومي، في مراجعة غير رسمية للسجلات الحكومية السرية، أن بوش كان قد أُبلغ بشكل مباشر ومتكرر عن الصدع العميق داخل مجتمع الاستخبارات بشأن ما إذا كان العراق يريد أنابيب ألومنيوم شديدة المتانة لبرنامج أسلحة نووية أو للأسلحة التقليدية.